# Napoleão Fontenele da Silveira
Napoleão Fontenele da Silveira (Viçosa do Ceará, 8 de setembro de 1902 - Rio de Janeiro, 29 de maio de 1975), foi um político e engenheiro agrônomo brasileiro, filho de José Alfredo Silveira e Maria Luiza Fontenelle Silveira.